# رودخانه توالومن
رودخانه توالومن (به انگلیسی: Tuolumne River) یک رود در ایالات متحده آمریکا است که در کالیفرنیا واقع شده‌است.